# Discografia de Nando Reis
A Discografia de Nando Reis, um cantor brasileiro, inclui treze álbuns de estúdio, duas compilações e dois álbuns ao vivo. Nando Reis ficou conhecido como um dos maiores compositores da sua geração, compondo sucessos como "Diariamente" (com sua ex-namorada Marisa Monte), "All Star",  "O Segundo Sol" e "Relicário", gravados por Cássia Eller; "Resposta" e "É Uma Partida de Futebol", gravados pelo grupo mineiro Skank; "Do Seu Lado", gravado pelo também mineiro Jota Quest e "Onde Você Mora?", e "Querem o meu sangue" gravadas pelo grupo Cidade Negra.

## Álbuns

### Álbuns de estúdio
| Álbum                                            | Detalhes                                                                                 | Vendas     |
| ------------------------------------------------ | ---------------------------------------------------------------------------------------- | ---------- |
| 12 de Janeiro                                    | - Lançado: 12 de janeiro de 1995 - Formato: CD - Gravadora: Warner                       | - : 27.300 |
| Para Quando o Arco-Íris Encontrar o Pote de Ouro | - Lançado: 11 de agosto de 2000 - Formato: CD - Gravadora: Warner                        |            |
| Infernal                                         | - Lançado: 1 de abril de 2001 - Formato: CD - Gravadora: Warner                          |            |
| A Letra A                                        | - Lançado: 29 de agosto de 2003 - Formato: CD - Gravadora: Universal                     |            |
| Sim e Não                                        | - Lançado: 26 de abril de 2006 - Formato: CD - Gravadora: Universal                      | - : 35.000 |
| Drês                                             | - Lançado: 22 de maio de 2009 - Formato: CD, download digital - Gravadora: Universal     | - : 18.000 |
| Sei                                              | - Lançado: 30 de setembro de 2012 - Formato: CD, download digital - Gravadora: Relicário | - : 8.000  |
| Jardim-Pomar                                     | - Lançado: 11 de novembro de 2016 - Formato: CD, download digital - Gravadora: Relicário |            |
| Não Sou Nenhum Roberto, Mas as Vezes Chego Perto | - Lançado: 19 de abril de 2019 - Formato: CD, download digital - Gravadora: Relicário    |            |

### Álbuns ao vivo
| Álbum                                         | Detalhes                                                                                 | Vendas      | Certificações  |
| --------------------------------------------- | ---------------------------------------------------------------------------------------- | ----------- | -------------- |
| MTV Ao Vivo                                   | - Lançado: 13 de setembro de 2004 - Formato: CD - Gravadora: Universal                   | - : 300.000 | - PMB: Platina |
| Luau MTV                                      | - Lançado: 27 de março de 2007 - Formato: CD, download digital - Gravadora: Universal    |             | - PMB: Ouro    |
| MTV Ao Vivo: Bailão do Ruivão                 | - Lançado: 20 de novembro de 2010 - Formato: CD, download digital - Gravadora: Universal |             |                |
| Sei: Como Foi em BH                           | - Lançado: 20 de novembro de 2013 - Formato: CD, download digital - Gravadora: Relicário |             |                |
| Voz e Violão – No Recreio – Volume 1          | - Lançado: 27 de novembro de 2015 - Formato: CD, download digital - Gravadora: Relicário |             |                |
| Trinca de Ases (com Gilberto Gil e Gal Costa) | - Lançado: 9 de março de 2018 - Formato: CD, download digital - Gravadora: Relicário     |             |                |
| Nando Reis & Orquestra Petrobras Sinfônica    | - Lançado: 25 de fevereiro de 2022 - Formato: download digital - Gravadora: Relicário    |             |                |

### Álbuns de vídeo
| Álbum                                         | Detalhes                                                                                 | Vendas     | Certificações  |
| --------------------------------------------- | ---------------------------------------------------------------------------------------- | ---------- | -------------- |
| MTV Ao Vivo                                   | - Lançado: 13 de setembro de 2004 - Formato: CD - Gravadora: Universal                   | - : 65.000 | - PMB: Platina |
| Luau MTV                                      | - Lançado: 27 de março de 2007 - Formato: CD, download digital - Gravadora: Universal    |            | - PMB: Platina |
| MTV Ao Vivo: Bailão do Ruivão                 | - Lançado: 20 de novembro de 2010 - Formato: CD, download digital - Gravadora: Universal |            |                |
| Sei: Como Foi em BH                           | - Lançado: 20 de novembro de 2013 - Formato: CD, download digital - Gravadora: Relicário | - : 25.000 | - PMB: Ouro    |
| Trinca de Ases (com Gilberto Gil e Gal Costa) | - Lançado: 9 de março de 2018 - Formato: CD, download digital - Gravadora: Relicário     |            |                |

### Eps
| Título                                              | Ano  | Número de canções |
| --------------------------------------------------- | ---- | ----------------- |
| "Nando Reis Music Nigth (Rio de Janeiro)"           | 2019 | 5 Músicas         |
| "Nando Reis e Anavitória (Juntos)" (com Anavitória) | 2020 | 3 Músicas         |
| "Nando Reis em Casa (Ao Vivo)"                      | 2020 | 6 Músicas         |
| "Duda Beat & Nando Reis" (com Duda Beat)            | 2021 | 6 Músicas         |
| "Nando e Sebastião" (com Sebastião Reis)            | 2021 | 6 Músicas         |

## Singles

### Como artista principal
| Título                                          | Ano  | Álbum                                            |
| ----------------------------------------------- | ---- | ------------------------------------------------ |
| "Me Diga"                                       | 1995 | 12 de Janeiro                                    |
| "A Fila"                                        | 1995 | 12 de Janeiro                                    |
| "Dessa Vez"                                     | 2000 | Para Quando o Arco-Íris Encontrar o Pote de Ouro |
| "Quem Vai Dizer Tchau?"                         | 2000 | Para Quando o Arco-Íris Encontrar o Pote de Ouro |
| "Eu e Ela"                                      | 2001 | Infernal                                         |
| "Dentro do Mesmo Time"                          | 2003 | A Letra A                                        |
| "Luz dos Olhos"                                 | 2003 | A Letra A                                        |
| "A Letra A"                                     | 2004 | A Letra A                                        |
| "Mantra" (part. Hare Krishnas)                  | 2004 | MTV Ao Vivo                                      |
| "Por Onde Andei"                                | 2005 | MTV Ao Vivo                                      |
| "Sou Dela"                                      | 2006 | Sim e Não                                        |
| "N"                                             | 2006 | Sim e Não                                        |
| "Espatodea"                                     | 2006 | Sim e Não                                        |
| "Quem Vai Dizer Tchau?"                         | 2007 | Luau MTV                                         |
| "As Coisas Tão Mais Lindas"                     | 2007 | Luau MTV                                         |
| "Pra Você Guardei o Amor" (part. Ana Cañas)     | 2009 | Drês                                             |
| "Ainda Não Passou"                              | 2009 | Drês                                             |
| "Hi Dri!"                                       | 2010 | Drês                                             |
| "Você não Vale Nada"                            | 2010 | MTV Ao Vivo: Bailão do Ruivão                    |
| "Gostava Tanto de Você"                         | 2011 | MTV Ao Vivo: Bailão do Ruivão                    |
| "Sei"                                           | 2012 | Sei                                              |
| "Coração Vago"                                  | 2013 | Sei                                              |
| "Pra Quem Não Vem" (part. Marisa Monte)         | 2013 | Sei                                              |
| "Lamento Realengo"                              | 2015 | Voz e Violão – No Recreio – Volume 1             |
| "Diariamente"                                   | 2016 | Voz e Violão – No Recreio – Volume 1             |
| "Só Posso Dizer"                                | 2016 | Jardim-Pomar                                     |
| "Inimitável"                                    | 2017 | Jardim-Pomar                                     |
| "4 de Março"                                    | 2017 | Jardim-Pomar                                     |
| "Trinca de Ases" (com Gilberto Gil e Gal Costa) | 2018 | Trinca de Ases                                   |
| "Rock 'N' Roll"                                 | 2018 | Não adicionado à nenhum álbum                    |
| "N" (part. Anavitória)                          | 2018 | Não adicionado à nenhum álbum                    |
| "Amada Amante"                                  | 2019 | Não Sou Nenhum Roberto, Mas as Vezes Chego Perto |
| "Como Vai Você"                                 | 2019 | Não adicionado à nenhum álbum                    |
| "Onde Você Mora?" (com Melim)                   | 2019 | Não adicionado à nenhum álbum                    |
| "Espera a Primavera"                            | 2020 | Não adicionado à nenhum álbum                    |
| "Laços" (part. Ana Vilela)                      | 2020 | Não adicionado à nenhum álbum                    |
| "O Segundo Sol" (part. Duda Beat)               | 2021 | Duda Beat & Nando Reis                           |
| "Um Tiro no Coração" (part. Pitty)              | 2021 | PittyNando                                       |
| "Não Vou me Adaptar" (part. Arnaldo Antunes)    | 2021 | Não adicionado à nenhum álbum                    |
| "Vou te Encontrar" (part. Péricles)             | 2021 | Não adicionado à nenhum álbum                    |
| "Sim" (part. Jão)                               | 2022 | Não adicionado à nenhum álbum                    |
| "Sutilmente" (part. Samuel Rosa)                | 2022 | Não adicionado à nenhum álbum                    |
| "Hey Babe" (part. Elana Dara)                   | 2022 | Não adicionado à nenhum álbum                    |
| "A Fila" (part. Jade Beraldo)                   | 2023 | 12 de Janeiro                                    |

### Como artista convidado
| Título                                                   | Ano  | Álbum                         |
| -------------------------------------------------------- | ---- | ----------------------------- |
| "Relicário" (Cássia Eller part. Nando Reis)              | 2001 | Acústico MTV                  |
| "De Janeiro a Janeiro" (Roberta Campos part. Nando Reis) | 2010 | Varrendo a Lua                |
| "Baby, Eu Queria" (Marcella Fogaça part. Nando Reis)     | 2018 | Não adicionado à nenhum álbum |
| "Na Estrada" (Péricles part. Nando Reis)                 | 2021 | Céu Lilás                     |
| "Homens de Bem" (Projota part. Nando Reis)               | 2022 | A Saída Está Dentro           |

## Outras aparições
| Título                           | Ano  | Outro(s) artista(s) | Álbum                                    |
| -------------------------------- | ---- | ------------------- | ---------------------------------------- |
| "I'm So Tired"                   | 2001 | —                   | O Submarino Verde e Amarelo 2            |
| "Mind Games"                     | 2001 | —                   | John Lennon, Uma Homenagem               |
| "Sangue Latino"                  | 2003 | —                   | Assim Assado: Tributo a Secos & Molhados |
| "O Segundo Sol"                  | 2003 | —                   | 20 Anos de Rock Brasil                   |
| "Você Pediu e Eu Já Vou Daqui"   | 2005 | —                   | Um Barzinho, um Violão - Jovem Guarda    |
| "O Lavrador"                     | 2005 | Wanessa Camargo     | 2 Filhos de Francisco                    |
| "De Noite na Cama"               | 2007 | Erasmo Carlos       | Cidade do Samba                          |
| "O Meu Mundo Ficaria Completo"   | 2009 | Cássia Eller        | Duetos MPB                               |
| "Eu Nasci Há Dez Mil Anos Atrás" | 2009 | —                   | Caminho das Índias                       |
| "Amor à Vida"                    | 2013 | —                   | Amor à Vida                              |
| "O Que Eu Só Vejo em Você"       | 2013 | —                   | Além do Horizonte                        |
| "Família"                        | 2013 | Dois Reis           | Malhação Casa Cheia                      |
| "Sentido"                        | 2013 | Arnaldo Antunes     | Disco                                    |
| "Negra Livre"                    | 2014 | Negra Li            | Você Vai Estar Na Minha: Duetos          |
| "E.C.T."                         | 2015 | —                   | Anos 90 Nacional                         |